# Flugplatz Kitzingen
Flugplatz Kitzingen este o arie protejată (arie specială de conservare — SAC, sit de importanță comunitară — SCI) din Germania întinsă pe o suprafață de 120,6 ha, integral pe uscat.

## Localizare
Centrul sitului Flugplatz Kitzingen este situat la coordonatele 49°44′30″N 10°12′09″E / 49.7417°N 10.2025°E.

## Înființare
Situl Flugplatz Kitzingen a fost declarat sit de importanță comunitară în noiembrie 2004 pentru a proteja un număr necunoscut de specii din flora spontană și fauna sălbatică aflate în arealul zonei. Situl a fost protejat și ca arie specială de conservare în aprilie 2016.

## Biodiversitate
Situată în ecoregiunea continentală, aria protejată conține 2 habitate naturale: Pajiști calcaroase din nisipuri xerice, Fânețe de joasă altitudine (Alopecurus pratensis, Sanguisorba officinalis).
La baza desemnării sitului se află un număr nedeclarat de specii protejate.